# Franco germinale
Franco germinale è il termine del calendario rivoluzionario francese con cui viene indicato il franco francese coniato prima della prima guerra mondiale; fu sostituito dopo la prima guerra mondiale dal franco Poincaré.
Il nome germinale viene dal nome del mese in cui nel 1803, furono approvate le leggi che fissano definitivamente la nuova moneta.
Il franco fu emesso per la prima volta durante la rivoluzione francese nel 1795, in sostituzione della livre.

## Precedenti
La legge del 18 nevoso dell'anno III della Repubblica (7 gennaio 1795) autorizzò l'emissione dei primi assignat denominati in franchi.
In seguito la legge del 18 germinale dell'anno III (8 aprile 1795), decise di cambiare nome alla vecchia lira tornese (che ricordava troppo i re) e stabilì che l'unità monetaria ufficiale della Francia fosse il franco. Il contenuto sarebbe stato di 5 grammi d'argento fino. La legge confermò il sistema decimale: un franco era suddiviso in 10 decimi e 100 centesimi, ma le monete previste non furono coniate.
Con la legge del 28 termidoro dell'anno III (15 agosto 1795), il franco divenne l'unità monetaria francese e soppiantò la lira tornese.
La legge del 25 germinale dell'anno IV (14 aprile 1796) fissò l'equivalenza tra lira e franco: la lira tornese pesava 4,505 16 grammi d'argento, e il franco 4,50 grammi d'argento fino. La lira tornese era dunque leggermente superiore al franco, ma la legge decretò che il pezzo da 5 franchi dovesse essere cambiato con 5 lire, 1 soldo e 3 denari. Dunque il franco valeva ufficialmente 1 lira tornese e 3 denari.
Non si trattava di una frode perché uno studio effettuato su un'importante quantità di lire tornesi in circolazione aveva dimostrato che, a causa dell'uso, il peso medio era inferiore ai 4,50 grammi d'argento e si situava intorno al 93 % del peso teorico. Per tener conto di questo consumo e semplificare il cambio delle monete, il franco fu coniato con 5 grammi d'argento al 900/1000. Il suo valore era dunque di 1 franco per una lira tornese.
D'altronde allora era necessario diverso tempo per cambiare le monete in circolazione. La produzione delle monete non era sufficiente per la domanda ed il paese soffriva anche di una carenza generale di metalli da conio (in particolare oro e argento ma anche rame e bronzo). In particolare molti degli emigrati erano fuggiti dalla Francia con i loro metalli preziosi. Per accelerare la messa in circolazione della nuova monete furono attuate due misure:
1. Un arrêté (una decisione del governo) del 2 fruttidoro dell'anno IV (19 agosto 1796) decise che i pezzi di biglione di Luigi XV e dei regni precedenti potevano circolare per un valore di 2 soldi (10 centesimi) ma in pratica il pubblico non li accettava che per 1 sou ½.
2. una campagna di recupero dei metalli fu messa in opera: donazioni patriottiche, confische dei beni degli emigrati, fusione dell'argenteria reale, fusione dell'argenteria e dell'oreficeria delle chiese e delle abbazie, furono fuse 30 000 campane.

Infine, a partire dal 1796, le guerre permisero di importare masse di metallo da tutta l'Europa (45 milioni di lire nel 1796).
La legge del 16-17 fiorile dell'anno VII ribaltò il principio del primato della lira tornese, ed impose di valutare le monete reali in franchi e centesimi anche quando erano segnate con l'antico sistema lire-soldi-denari. La legge obbligò la contabilità e i contratti ad essere espressi in franchi a partire dal 1º vendemmiaio dell'anno VIII. La legge fissò il valore relativo delle monete della lira tornese, fissò il pagamento degli stipendi, delle rendite, delle provvigioni ecc. Impose che il trattamento dei funzionari, le imposte, la transazioni, gli atti tra privati eccetera dovessero essere espressi in franchi.

## Franco germinale
Nel 1800 fu creata la Banque de France.
La legge del 14 germinale dell'anno XI (4 aprile 1803) permise alle strutture dello Stato di riacquisire le monete tosate o alterate secondo il valore del metallo contenuto. Il decreto del 17 pratile dell'anno XI (6 giugno 1803) pubblicò un tariffario di due pagine per la ripresa, ai fini delle fusione, con i valori delle monete d'oro e d'argento di tutti i paesi d'Europa e di quasi tutti i paesi dell'Asia.
La legge del 17 germinale dell'anno XI (7 aprile 1803) istituì il bimetallismo. L'argento riprese il suo posto: il franco germinale, la moneta da 5 franchi, quelle da mezzo ed un quarto di franco erano coniate in questo metallo, ma furono anche coniati pezzi da 20 e 40 franchi in oro, da cui il nome di «franc-or ». La Banque de France divenne l'istituto d'emissione.
Riassumendo:
- un sistema di monete di conto decimali (1 franco = 100 centesimi)
- un sistema monetario bimetallico nel quale avevano corso legale sia l'oro che l'argento.

|          | argento puro | oro puro       | rapporto oro/argento |
| -------- | ------------ | -------------- | -------------------- |
| 1 franco | 4,5 grammi   | 0,29025 grammi | 15,5 circa           |

In questo periodo la Francia, sotto Napoleone Bonaparte, formò un vasto impero in Europa dove il franco circolò liberamente. I paesi interessati furono il Belgio, i Paesi Bassi, la Svizzera, parte dell'attuale Germania, gran parte dell'Italia.
Dopo la caduta di Napoleone il franco fu alla base della monetazione anche sotto Luigi XVIII, Luigi Filippo e nei regimi successivi.
La coesistenza dei due standard monetari, oro ed argento, mise la basi per una fonte potenziale di instabilità. Il sistema del franco germinale si fondava sull'ipotesi di invarianza relativa dei prezzi dell'oro e dell'argento e supponeva che i volumi, le condizioni ed i costi di produzione dei due metalli rimanessero stabili. In realtà variazioni di queste premesse erano possibile in qualsiasi momento.
Nel 1862/3, a causa delle forti variazioni del valore reciproco argento/oro sui mercati internazionali, il titolo delle monete frazionarie (1/4, 1/2, 1 e 2 franchi) passò da 900/... ad 835/...; di fatto queste monete divennero monete fiduciarie.
Il 23 dicembre 1865 fu creata l'Unione monetaria latina, sotto forma d'una associazione monetaria che definiva i principi d'uniformità monetaria in termini di peso, titolo dei metalli e corso per le monete di 4 paesi (Francia, Belgio, Svizzera ed Italia) ai quali si unì la Grecia nell'ottobre 1868.
Nel 1878/79 i paesi dell'Unione monetaria latina decisero di cessare la coniazione delle monete da 5 franchi (lire etc.) che erano ancora coniati con un titolo di 900/.... e di conseguenza passarono da un sistema di bimetallismo ad un gold standard.
Dal 1879 al 1928, il franco-oro da 0,3225 g al titolo del .900 (pari a 0,29025 grammi di oro fino) costituì  l'unità monetaria nazionale.
Il franco germinale o franco-oro fu una moneta molto stabile fino al 1914, malgrado l'instabilità politica della Francia ed accompagnò lo sviluppo economico del paese per 125 anni, fino al 1928, quando fu sostituito dal «franco Poincaré».